# Pukinmäki vasútállomás
Pukinmäki vasútállomás Finnországban, Helsinki Pukinmäki negyedében.

## Vasútvonalak
Az állomást az alábbi vasútvonalak érintik:
- Helsinki–Riihimäki-vasútvonal

## Kapcsolódó állomások
A vasútállomáshoz az alábbi állomások vannak a legközelebb:
- Oulunkylä vasútállomás (Helsinki Central, Helsinki–Riihimäki-vasútvonal, P Helsinki - Lentoasema- Helsinki)
- Malmi vasútállomás (Riihimäki vasútállomás, Helsinki–Riihimäki-vasútvonal, T Helsinki - Riihimäki)
- Malmi vasútállomás (Helsinki Central, I Helsinki < Lentoasema < Helsinki, Lentoasema vasútállomás)
- Malmi vasútállomás (Kerava vasútállomás, K Helsinki - Kerava)
- Oulunkylä vasútállomás (Helsinki Central, T Helsinki - Riihimäki, K Helsinki - Kerava)